# إبراهيم بن موسى الرازي
أبو إسحاق إبراهيم بن موسى بن يزيد بن زاذان الرازي الفراء. أحد العلماء ومن رواة الحديث عند أهل السنة والجماعة.
كان من المكثرين من الحديث من أهل الريّ. قال أبو زرعة الرازي: «كتبت عن إبراهيم بن موسى الرازي مائة ألف حديث.» وكان يعرف بالصغير وكان الإمام أحمد بن حنبل ينكر هذا ويقول: «هو كبير في العلم والجلالة.» قال أبو حاتم الرازي: «هو من الثقات.» وقال الذهبي: «كان أحد الأئمة الأعلام.» قال أبو يعلى الخليلي:«من الحفاظ الكبار العلماء الذين كانوا بالري يقرنون بأحمد ويحيى. إبراهيم بن موسى الصغير ثقة إمام"»

## شيوخه وتلاميذه
- شيوخه ومن روى عنهم:

سمع: أبا الأحوص سلام بن سليم، والحسن بن موسى الأشيب، وخالد بن عبد الله، وجرير بن عبد الحميد، ويحيى بن أبي زائدة، وعيسى بن يونس، وبقية بن الوليد، والوليد بن مسلم، وطبقتهم بالشام والعراق وغير موضع.
- تلاميذه ومن روى عنه:

وعنه: البخاري، ومسلم، وأبو داود، والباقون بواسطة، ومحمد بن يحيى، وأبو زرعة الرازي، وأبو حاتم، ومحمد بن إبراهيم الطيالسي، ومحمد بن إسماعيل الترمذي، وجماعة.